# Buscoe Sike
Der Buscoe Sike ist ein Wasserlauf im Lake District, Cumbria, England.
Der Buscoe Sike entsteht als Abfluss des mittleren der Three Tarns zwischen Bowfell und Crinkle Crags.
Der Buscoe Sike fließt in östlicher Richtung bis zu seiner Vereinigung mit dem Crinkle Gill und Browney Gill zum Oxendale Beck.
In seinem Unterlauf fließt er über den Whorneyside Force Wasserfall. (54° 26′ 18″ N, 3° 8′ 32″ W)